# Верчаны
Верчаны (укр. Верчани) — село в Стрыйской городской общине Стрыйского района Львовской области Украины.
Население по переписи 2001 года составляло 1594 человека. Занимает площадь 4,4 км². Почтовый индекс — 82447. Телефонный код — 3245.